# D-51
D-51 (ディー・ゴー・イチ?, Dī Gō Ichi) è un gruppo musicale j-pop, proveniente da Okinawa. Il gruppo è costituito da due elementi, Yu e Yasu, ed è sotto contratto con l'etichetta Pony Canyon. Il nome D-51 proviene dalla classe di locomotive d51 delle Ferrovie Nazionali Giapponesi.
Nel 2005, hanno ottenuto un grande successo in Giappone con il singolo No More Cry, che è arrivato alla quinta posizione della classifica Oricon ed è diventato il tredicesimo singolo più venduto dell'anno con 402 034 copie vendute.
I D-51 hanno collegato il proprio nome in particolar modo con il mondo dell'animazione giapponese. Hanno infatti interpretato le sigle di vari anime come One Piece, Blue Dragon e Reborn!.

## Formazione
- Yu : Yū Uezat (上里優?, Uezato Yū) nato il 9 novembre 1983 a Ginowan nella prefettura di Okinawa.
- Yasu : Yasuhide Yoshida (吉田安英?, Yoshida Yasuhide) nato il 6 aprile 1982 a Naha nella prefettura di Okinawa.

## Discografia

### Singoli
1. Let's Try (2003)
2. Street Breeze (2004)
3. Top of the Summer (2004)
4. Dreamin' On (2004)
5. No More Cry (2005) (sigla del dorama Gokusen 2)
6. Hibiscus (ハイビスカス Haibisukasu) (2005)
7. Always (2005) (tema del film Always Sanchōme no Yūhi)
8. Brand New World (2006) (sigla dell'anime One Piece)
9. Hajimaru (始まる Start) (2006)
10. Forever Friends (2007)
11. Stand Up! (2007)
12. Sepia (2008) (sigla dell'anime Blue Dragon)
13. Travelers of Life (2008)
14. Road (2009)
15. Lady Don't Cry (2009)
16. Familia (2010) (sigla dell'anime Reborn!)

### EP
- Street Breeze (2004)

### Album studio
- Oneness (2005)
- 2gether (2006)
- Mitsu Yoko Ichi Mura (三横一村) (2007)
- Daisy (2009)
- STAR (2010)

### Compilation
- Best of D-51 (2008)